# Georgy Maksimilianovich Malenkov
Georgy Maksimilianovich Malenkov (tiếng Nga: Гео́ргий Максимилиа́нович Маленко́в; phiên âm tiếng Việt: Malencốp) là một chính khách Liên Xô.
Malenkov sinh ngày 8/1/1902 ở Orenburg, Nga. Ông tốt nghiệp trung học phổ thông khi Cách mạng Nga (1917) nổ ra. Malenkov gia nhập Hồng Quân năm 1919 và đến năm 1920 thì được kết nạp vào Đảng Cộng sản Liên Xô, trở thành Chính ủy trên một đoàn tàu tuyên truyền ở Turkestan trong thời kỳ Nội chiến Nga.
Sau chiến tranh, Malenkov đi học đại học và nhận bằng Kỹ sư của Trường Kỹ thuật Cao cấp Moskva. Ra trường, ông về công tác tại Ban Tổ chức của Trung ương Đảng Cộng sản Liên Xô. Ông nhanh chóng trở thành người thân cận của Stalin và có vai trò quan trọng trong cuộc Đại thanh trừng.
Năm 1939, Malenkov trở thành Ủy viên Trung ương Đảng Cộng sản Liên Xô và đứng đầu Ban Tổ chức của đảng này. Năm 1941, ông trở thành Ủy viên Dự khuyết Bộ Chính trị.
Khi Đức Quốc xã xâm lược Liên Xô, Malenkov trở thành Ủy viên Ủy ban Quốc phòng mà Stalin đứng đầu.
Năm 1946, Malenkov trở thành Ủy viên chính thức của Bộ Chính trị, rồi trở thành nhân vật số 2 trong đảng sau Stalin. Khi Stalin qua đời, Malenkov trở thành Bí thư thứ nhất của Đảng, Chủ tịch Hội đồng Dân ủy (Thủ tướng). Nhưng vì các Ủy viên Bộ Chính trị khác phản đối, Malenkov buộc phải rút khỏi Ban Bí thư, chỉ còn giữ chức Thủ tướng thêm 2 năm nữa. Đến năm 1955, Malenkov bị buộc từ chức Thủ tướng vì thân với Beria, song vẫn trong Bộ Chính trị.
Đến năm 1957, Malenkov bị buộc tội tham gia Nhóm chống Đảng và bị loại khỏi Bộ Chính trị. Năm 1961, ông bị khai trừ khỏi Đảng. Những năm sau đó, ông làm Giám đốc một nhà máy phát điện ở Ust'-Kamenogorsk, Kazakhstan.
Georgy Maksimilianovich Malenkov qua đời ngày 14 tháng 1 năm 1988 tại Moskva.